# Vers (Lot)
Pour les articles homonymes, voir Vers (homonymie).
Vers est une ancienne commune française, située dans le département du Lot en région Occitanie (en région Midi-Pyrénées avant 2016). Elle a fusionné en 2017 avec Saint-Géry pour former la nouvelle commune de Saint Géry-Vers. 

## Géographie
La situation exceptionnelle de la commune, à l’embouchure de la vallée du Vers et sur la rive droite de la vallée du Lot, offre des paysages contrastés qui constituent son attrait majeur.
Ce territoire, aux portes du parc naturel régional des Causses du Quercy, est marqué par le caractère très préservé de son environnement. La richesse de son patrimoine naturel, de sa faune et de sa flore, contribue à son attractivité et à la qualité de son cadre de vie. Des espaces importants sont d’ailleurs identifiés au titre des Zones Naturelles d’Intérêt Écologique et Faunistique, d’autres sont reconnus au travers de la directive européenne des Zones Natura 2000. Ces mesures d’inventaires et de protections concernent principalement la vallée du ruisseau de Nouaillac, la vallée du Vers et celle de la rivière du Lot.
Les vallées entaillent profondément les plateaux ouverts des causses calcaires. Elles sont encadrées par des versants rocheux (les cévennes), avec d’impressionnantes falaises du haut desquelles se découvre un panorama exceptionnel. La vallée du Lot offre un étagement qui se répète de boucle en boucle, avec une large plaine fertile et des terrasses sur lesquelles s’implante le bâti. Le cours sinueux du Vers, plus intime, est ponctué de petites cascades et d’un chapelet de moulins à eau, comme le moulin de Raffy ou l’ancienne papeterie de la Carderie.
La fraîcheur verdoyante des fonds de vallées s’oppose aux étendues plus sèches et rocailleuses de deux plateaux caussenards, le causse de Trégantou et le causse de Vers. Occupés autrefois par la vigne, ces espaces sont entretenus par une agriculture d’élevage ovin et bovin. Ils conservent quelques mas traditionnels avec une architecture rurale remarquable. Reliés par un réseau de chemins et un maillage de murets, ils sont ponctués de nombreuses cabanes de pierres sèches (cazelles ou gariottes) de formes variées. Ce contexte favorise aujourd’hui le développement du tourisme et des activités de nature avec la randonnée pédestre ou le cyclotourisme et permet de pratiquer de nombreux loisirs liés à la présence de l’eau, comme la navigation, la baignade, le canoë ou la pêche.

### Communes limitrophes
|                                | Cours (Bellefont-La Rauze) | Cabrerets                    |
| Valroufié (Bellefont-La Rauze) | Vers                       | Saint-Géry (Saint Géry-Vers) |
| Lamagdelaine                   | Arcambal                   |                              |

## Toponymie
Vers doit son nom à un arbre : l'aulne qui se dit en occitan verno. Le toponyme Vers fait donc référence à un ruisseau bordé d'aulnes.

## Histoire
Le bourg est implanté au pied de hautes falaises calcaires, sur une petite terrasse située au point de confluence de deux cours d’eau, le Lot et le ruisseau du Vers.
Il se constitua au Moyen Âge autour d’un château, un castrum sans doute essentiellement défensif qui dépendait des comtes de Toulouse. Il occupait une position stratégique dans la vallée et fut désarmé à la fin du XIVe siècle.
Du village ancien, se distinguent encore les différents quartiers :
- l’îlot du castrum, installé au rebord d’une terrasse en surplomb sur la rivière, dont certains bâtiments ont été récemment aménagés en équipement communal ;
- le cœur du village ancien, accessible par le vieux pont et la place de la Planquette, qui se prolonge par un faubourg, le long de la rue du mas de Lucet parallèle à la rive gauche du Vers ;
- et à l’entrée, sur la rive droite, un noyau circulaire délimité par un barry qui entoure une tour médiévale dite des Chartreux.

L’histoire plus récente apporta des bouleversements importants dont le village conserve des traces significatives. L’organisation actuelle est héritée des travaux d’infrastructure réalisés au cours du XIXe siècle pour la modernisation des transports.
Avec l’essor de la batellerie en aval de Cahors, les bords du Lot ont été réaménagés et plus de 1000 bateaux passaient à Vers. L’écluse construite en 1836 est aujourd’hui remise en service pour la navigation de plaisance.
Pour la création d’une route le long de la vallée du Lot, un nouvel axe a été percé dans le village ancien, avec un nouveau pont construit en 1862 par l’ingénieur Montois, dont la rue principale actuelle porte encore le nom.
Dans la poursuite de ces travaux, l’ancienne église, jugée « insalubre », a été démolie vers 1860 et remplacée par l’église actuelle reconstruite en 1874 suivant un nouvel axe ouvert sur la voie.
À l’arrivée du chemin de fer en 1886, l’édification d’un talus et d’un pont a coupé le village de la rivière. De nouveaux espaces se sont développés autour de la gare, actuellement reconvertie en logement et mise en valeur par une peinture murale originale.
Le bourg a hérité de toutes ces mutations une organisation complexe, avec des ambiances pittoresques et variées. La découverte des quartiers bas, des rives du Vers avec la cascade et les moulins, du vaste espace ombragé du communal, réserve souvent des surprises au visiteur attentif.

## Politique et administration
| Période                                  | Période                 | Identité          | Étiquette | Qualité |
| ---------------------------------------- | ----------------------- | ----------------- | --------- | ------- |
| 1802                                     | 1826                    | Joseph Davy       |           |         |
| 1826                                     | 1831                    | Pierre Dufour     |           |         |
| 1831                                     | 1842                    | François Dufour   |           |         |
| 1842                                     | 1846                    | Jean Cambornac    |           |         |
| 1846                                     | 1871                    | François Dufour   |           |         |
| 1871                                     | 1882                    | Louis Delfour     |           |         |
| 1882                                     | 1885                    | Jean Constant     |           |         |
| 1885                                     | 1893                    | Denis Janin       |           |         |
| 1893                                     | 1895                    | Jacques Delfour   |           |         |
| 1895                                     | 1901                    | Denis Janin       |           |         |
| 1901                                     | 1902                    | Louis Cambornac   |           |         |
| 1945                                     | 1977                    | Louis Gisbert     |           |         |
| 1977                                     | 1983                    | Pierre Marsanne   | DVG       |         |
| 1984                                     | 2001                    | Christian Delfour |           |         |
| mars 2001                                | juin 2012 (démission)   | Michel Marsanne   |           |         |
| septembre 2012                           | 8 mars 2016 (démission) | Gérard Hée        |           |         |
| 8 mars 2016                              | En cours                | Jérôme Gilles     |           |         |
| Les données manquantes sont à compléter. |                         |                   |           |         |

## Démographie
L'évolution du nombre d'habitants est connue à travers les recensements de la population effectués dans la commune depuis 1793. À partir du 1er janvier 2009, les populations légales des communes sont publiées annuellement dans le cadre d'un recensement qui repose désormais sur une collecte d'information annuelle, concernant successivement tous les territoires communaux au cours d'une période de cinq ans. 
Pour les communes de moins de 10 000 habitants, une enquête de recensement portant sur toute la population est réalisée tous les cinq ans, les populations légales des années intermédiaires étant quant à elles estimées par interpolation ou extrapolation. Pour la commune, le premier recensement exhaustif entrant dans le cadre du nouveau dispositif a été réalisé en 2008,.
En 2014, la commune comptait 418 habitants, en évolution de +0,72 % par rapport à 2009 (Lot : +0,05 %, France hors Mayotte : +2,49 %).
| 1793 | 1800 | 1806 | 1821 | 1831  | 1836  | 1841 | 1846 | 1851 |
| ---- | ---- | ---- | ---- | ----- | ----- | ---- | ---- | ---- |
| 765  | 887  | 896  | 941  | 1 232 | 1 001 | 930  | 943  | 908  |

| 1856 | 1861 | 1866 | 1872 | 1876 | 1881 | 1886 | 1891 | 1896 |
| ---- | ---- | ---- | ---- | ---- | ---- | ---- | ---- | ---- |
| 903  | 890  | 870  | 822  | 819  | 810  | 806  | 703  | 646  |

| 1901 | 1906 | 1911 | 1921 | 1926 | 1931 | 1936 | 1946 | 1954 |
| ---- | ---- | ---- | ---- | ---- | ---- | ---- | ---- | ---- |
| 639  | 593  | 556  | 514  | 506  | 460  | 432  | 368  | 382  |

| 1962 | 1968 | 1975 | 1982 | 1990 | 1999 | 2008 | 2013 | 2014 |
| ---- | ---- | ---- | ---- | ---- | ---- | ---- | ---- | ---- |
| 367  | 380  | 357  | 337  | 390  | 398  | 413  | 416  | 418  |

Au début du XXe siècle, Vers comptait 593 habitants.

## Lieux et monuments

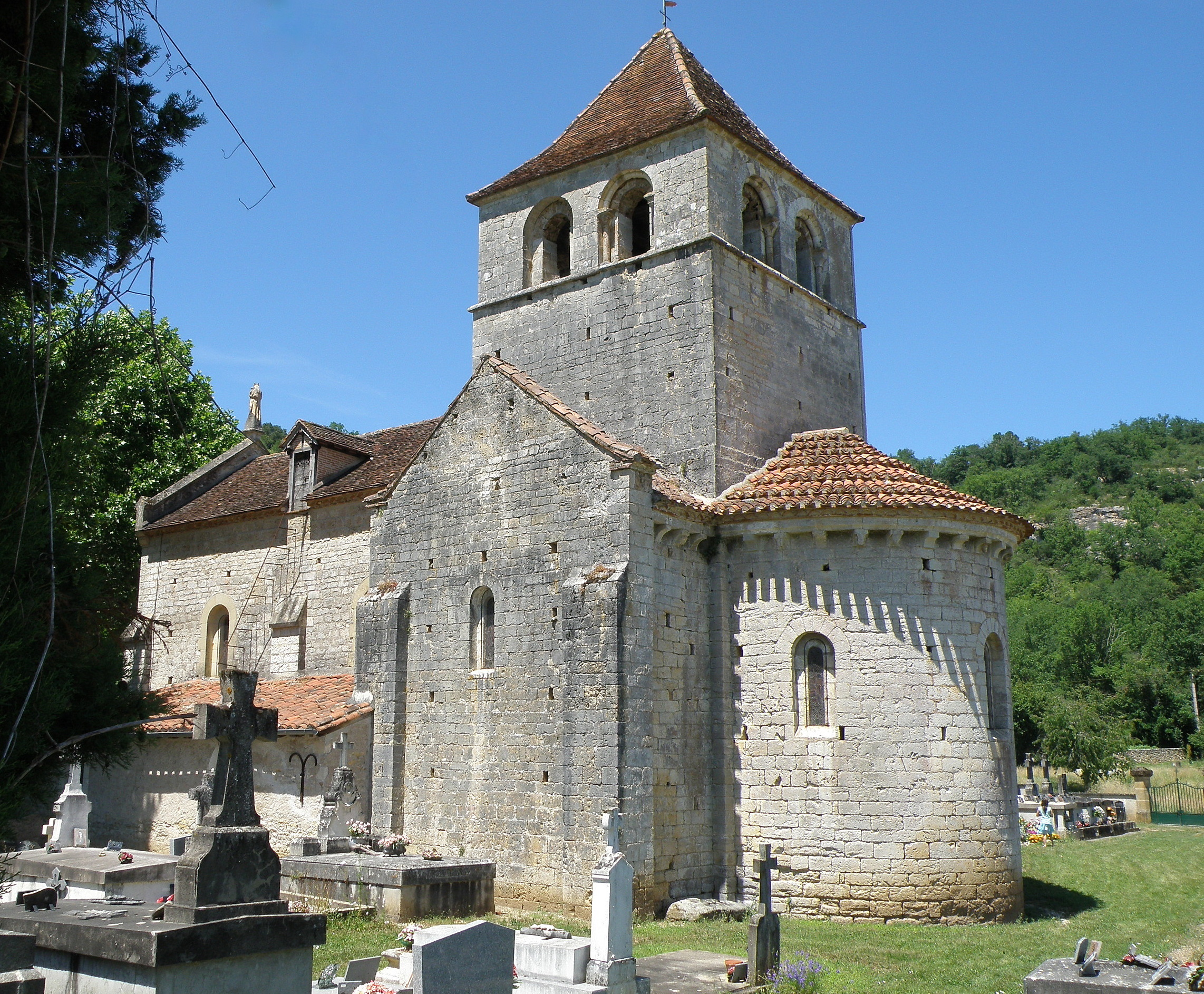
Église Notre-Dame de Velles.

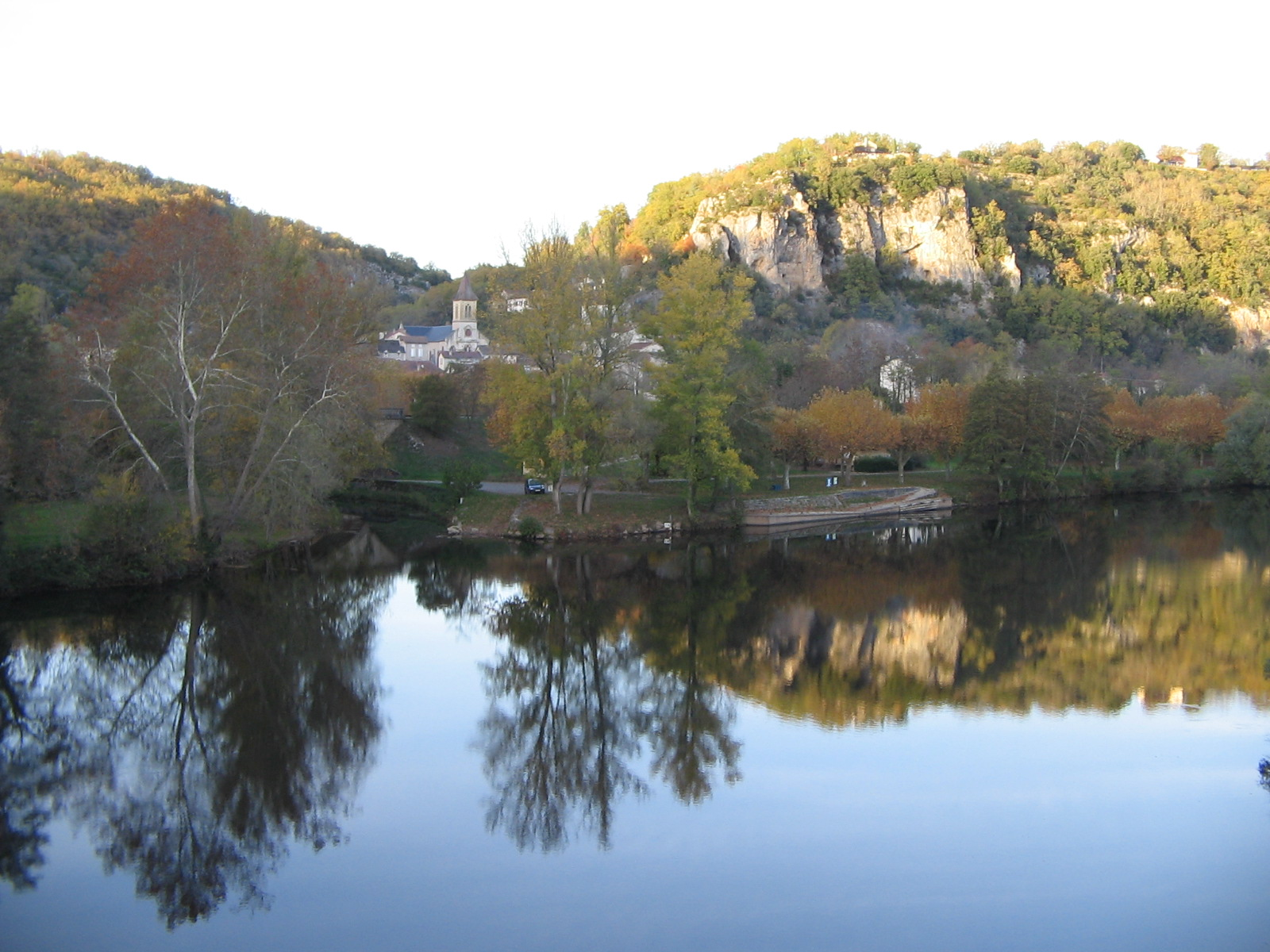
Le Lot à Vers (46).

La commune de Vers peut se réclamer d’un long passé qui se lit dans son patrimoine bâti. Quelques maisons du village conservent des vestiges médiévaux encore identifiables.
- La tour des Chartreux située sur le versant du Vers opposé au castrum, est un élément d’un logis du XIVe siècle, avec deux tours qui conservent des archères cruciformes à double croisillon (actuellement occupé par l’hôtel de la Truite dorée).
- Le château des Anglais, niché dans les falaises qui dominent le village, est une construction qui ferme un refuge aménagé en avant d’une grotte. De nombreuses fortifications de ce type, issues de la nécessité de se protéger dans les périodes de troubles qui ont marqué l’histoire du Quercy, jalonnent la vallée du Lot.
- L’Église Saint-Crépin de Vers (Vitraux de  L.V. Gesta).
- L’Église Notre-Dame de Velles (Notre-Dame-de-Vêles[12]), isolée au bord du Lot et entourée d’un petit cimetière, a été construite au XIIIe siècle. Avec sa coupole, son clocher de croisée massif, son court transept et son abside semi-circulaire voûtée en cul-de-four, elle offre une architecture représentative des églises romanes du Quercy à cette époque. Elle a été classée en 1913 au titre des Monuments historiques[13] et ses abords sont protégés par un site inscrit depuis 1976. La tradition locale la dédie aux mariniers et attribue son nom aux voiles (vela en occitan) des gabares qui naviguaient sur le Lot ou à celles d’un moulin-bateau ancré à proximité. Un pèlerinage important a lieu au 15 août, tous les ans.
- La Préhistoire a laissé de nombreuses traces dans la région, dont la grotte ornée de Pech Merle, située sur la commune limitrophe de Cabrerets, est l’exemple le plus remarquable. Des sites dispersés sur la commune ont été inventoriés par les archéologues, comme le dolmen de Trégantou et l’abri du Cuzouls. L’époque gauloise est aussi présente avec l’éperon barré du Roc de Colonjac et l’oppidum de Saint-Crépin. Ils témoignent de cette longue histoire de l’occupation humaine et restent encore à étudier.
- L’aqueduc de Vers, aqueduc gallo-romain, qui alimentait en eau la ville de Cahors du Ier au Ve siècle, trouve sa source dans la vallée du Vers et serpente, en conduites souterraines ou à flanc de falaise, en surplomb des vallées sur une trentaine de kilomètres[14]. Les vestiges remarquables qui subsistent sur la commune, dominant le Lot et le Vers, sont inscrits à l’inventaire supplémentaire des Monuments Historiques en 1953[15]. Les recherches archéologiques conduites depuis 1997, sous la direction de Didier Rigal, ont permis de mettre au jour de nouveaux éléments, de repérer les captages, et de mieux comprendre ainsi l’importance de cet ouvrage exceptionnel.
- le sentier de grande randonnée GR 46 allant de Tours (Indre-et-Loire) à Toulouse (Haute-Garonne) passe au cœur du village.

### Vers dans la littérature
Dans le poème d’Aragon, Le Conscrit des cent villages, écrit comme acte de Résistance intellectuelle de manière clandestine au printemps 1943, pendant la Seconde Guerre mondiale, les lignes 73 Vers Pré-en-Paille ou Trinquetaille et 74 Vers Venouze ou vers Venizy peuvent donner lieu à plusieurs interprétations.
Dans la ligne 74, il semble normal de privilégier la lecture de Vers comme une préposition.
En revanche, en l'absence de ponctuation et de répétition de vers avant Trinquetaille, il faut probablement lire la ligne 73 comme une succession de trois noms de villages : Vers, Pré-en-Paille, Trinquetaille.
Vers peut alors faire référence à quatre lieux au choix :
- Vers, dans le Lot ;
- Vers, en Saône-et-Loire ;
- Vers, en Haute-Savoie ;
- Vers, un lieu-dit de Saint-Igny-de-Vers, dans le Rhône.

## Personnalités liées à la commune
Ces paysages remarquables ont depuis longtemps attiré les visiteurs, comme en témoigne la renommée de l’auberge de la Truite dorée au début du siècle dernier. Ils ont ainsi inspiré des artistes, depuis André Derain dont des tableaux peints à Vers en 1912 sont au musée de l'Ermitage ou au MoMA, jusqu’à Sally et Jeffery Stride qui habitent et travaillent aujourd'hui dans la commune.
- Célèbre ténor à l'opéra comique, Jean Mouliérat, est né à Vers le 13 novembre 1853. Son père, Étienne, tenait l’hôtel de la Truite Dorée, qui existe toujours. Attaché au département du Lot, il acheta en 1896 l'imposante forteresse médiévale de Castelnau-de-Bretenoux qu'il sauva de la ruine et dont il fit don à l'État en 1932.